# Nii-jima
Cet article concerne l'île de l'Archipel d'Izu. Pour la nouvelle île de l'archipel d'Ogasawara, voir Nishino-shima (Ogasawara).
 (décembre 2023).
La mise en forme du texte ne suit pas les recommandations de Wikipédia : il faut le « wikifier ».
Les points d'amélioration suivants sont les cas les plus fréquents. Le détail des points à revoir est peut-être précisé sur la page de discussion.
- Les titres sont pré-formatés par le logiciel. Ils ne sont ni en capitales, ni en gras.
- Le texte ne doit pas être écrit en capitales (les noms de famille non plus), ni en gras, ni en italique, ni en « petit »…
- Le gras n'est utilisé que pour surligner le titre de l'article dans l'introduction, une seule fois.
- L'italique est rarement utilisé : mots en langue étrangère, titres d'œuvres, noms de bateaux, etc.
- Les citations ne sont pas en italique mais en corps de texte normal. Elles sont entourées par des guillemets français : « et ».
- Les listes à puces sont à éviter, des paragraphes rédigés étant largement préférés. Les tableaux sont à réserver à la présentation de données structurées (résultats, etc.).
- Les appels de note de bas de page (petits chiffres en exposant, introduits par l'outil «  Source ») sont à placer entre la fin de phrase et le point final[comme ça].
- Les liens internes (vers d'autres articles de Wikipédia) sont à choisir avec parcimonie. Créez des liens vers des articles approfondissant le sujet. Les termes génériques sans rapport avec le sujet sont à éviter, ainsi que les répétitions de liens vers un même terme.
- Les liens externes sont à placer uniquement dans une section « Liens externes », à la fin de l'article. Ces liens sont à choisir avec parcimonie suivant les règles définies. Si un lien sert de source à l'article, son insertion dans le texte est à faire par les notes de bas de page.
- La présentation des références doit suivre les conventions bibliographiques. Il est recommandé d'utiliser les modèles {{Ouvrage}}, {{Chapitre}}, {{Article}}, {{Lien web}} et/ou {{Bibliographie}}. Le mode d'édition visuel peut mettre en forme automatiquement les références.
- Insérer une infobox (cadre d'informations à droite) n'est pas obligatoire pour parachever la mise en page.

Pour une aide détaillée, merci de consulter Aide:Wikification.
Si vous pensez que ces points ont été résolus, vous pouvez retirer ce bandeau et améliorer la mise en forme d'un autre article.
Nii-jima (新島, Niijima, littéralement Nouvelle île) est une île volcanique japonaise de l'archipel d'Izu.  Niijima est situé au sud-est du cap d'Izu de la préfecture de Shizuoka sur Honshū, Japon au large de préfecture de Tōkyō dont l'île dépend administrativement.

## Géographie
Nii-jima, avec 23,87 km2 et une population de 2 700 habitants, est situé 163 km au sud de Tōkyō. L'île, comme les autres dans l'archipel, forme une partie du Parc national de Fuji-Hakone-Izu.
Le village de Niijima regroupe trois îles : Nii-jima, Shikine-jima (式根島) et Jinai-jima (寺内島). Il y a deux communautés sur Niijima : Honson (本村) dans le centre de l'île et le plus petit Wakago (若郷) dans le nord. Shikine-jima a une population de cinq cents personnes. L'île Jinai-jima est inhabitée.
Le point culminant de Nii-jima est le mont Miyatsuka, volcan endormi qui culmine à 432 m. Des tremblements de terre se produisent régulièrement et peuvent créer des tsunamis.  Entre 1688 et 1704, deux tsunamis ont détruit le pont de terre naturel entre Nii-jima et Shikine-jima, créant les îles séparées qui existent aujourd'hui.

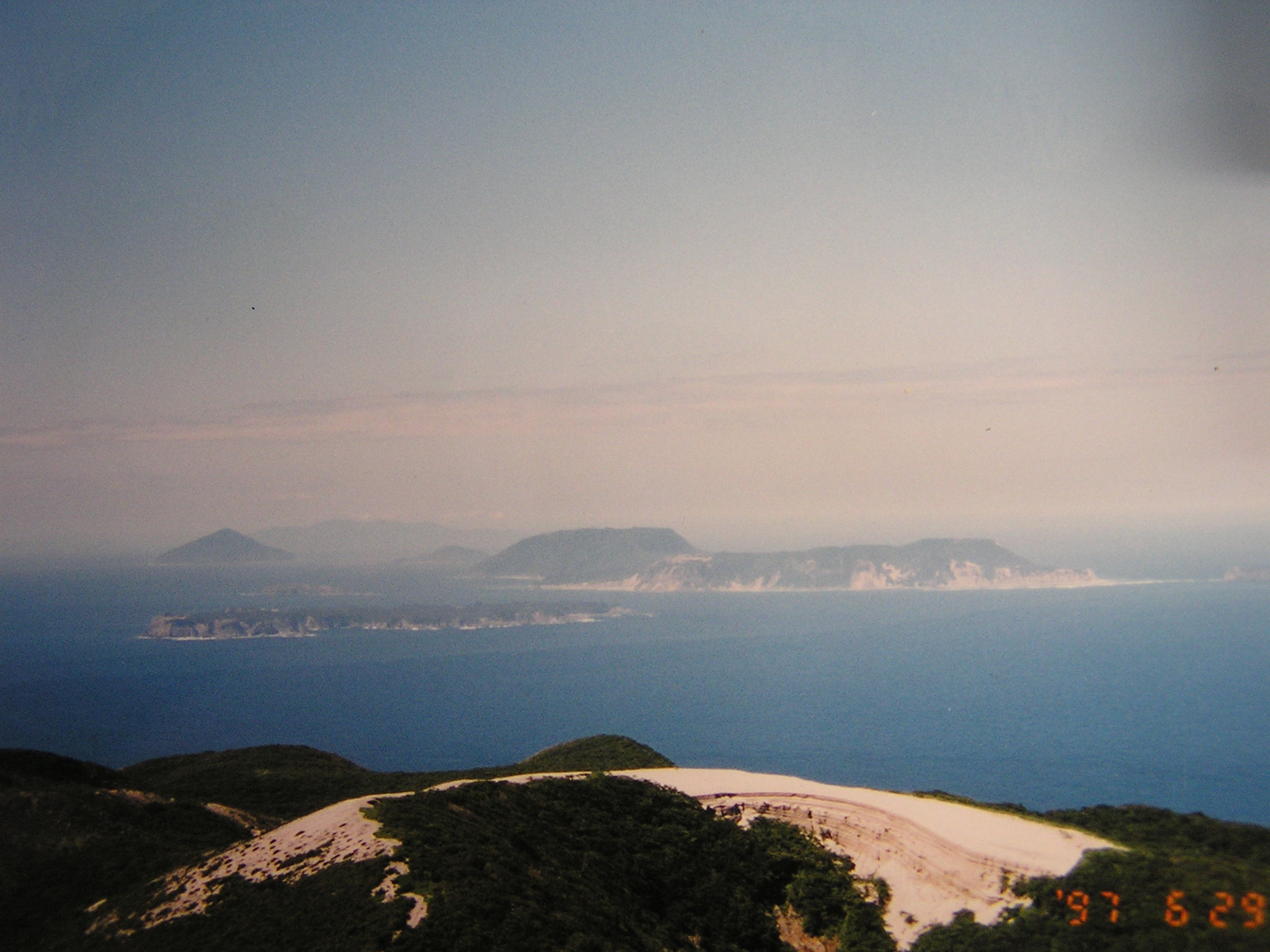
Les îles Shikinejima et Niijima (et Toshima et Ōshima) vues de l'île Kozushima.
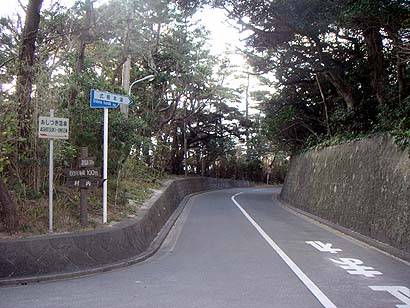
Avenue de Shikine Hondo, île de Shikine, décembre 2004.
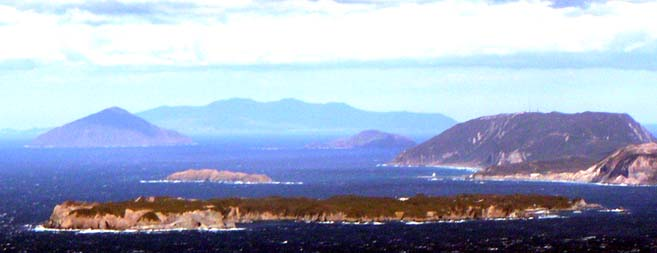
L'île de Shikine photographiée depuis celle de Kozu, décembre 2004.
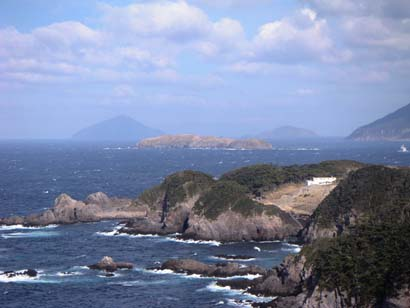
Côte déchiquetée de l'île de Shikine, photographiée depuis le mont Kanbiki, décembre 2004.

### Climat
| Mois                                             | jan.      | fév.      | mars      | avril    | mai       | juin      | jui.      | août      | sep.      | oct.      | nov.      | déc.      | année     |
| ------------------------------------------------ | --------- | --------- | --------- | -------- | --------- | --------- | --------- | --------- | --------- | --------- | --------- | --------- | --------- |
| Température minimale moyenne (°C)                | 5,5       | 6,1       | 8,2       | 12       | 15,9      | 19,4      | 23,1      | 24,6      | 22,1      | 17,7      | 13,1      | 8,3       | 14,7      |
| Température moyenne (°C)                         | 8,9       | 9,5       | 11,8      | 15,5     | 19,1      | 21,8      | 25,3      | 26,8      | 24,5      | 20,4      | 16,3      | 11,6      | 17,6      |
| Température maximale moyenne (°C)                | 11,5      | 12,2      | 14,8      | 18,5     | 22        | 24,3      | 27,9      | 29,6      | 27,1      | 22,7      | 18,8      | 14,1      | 20,3      |
| Record de froid (°C) date du record              | −2,8 2000 | −3,7 1997 | −2 2014   | 1,4 1985 | 6 1991    | 12,2 1978 | 16,1 1982 | 18,7 1995 | 14,1 1997 | 6,9 1986  | 1,9 1988  | −2,1 2005 | −3,7 1997 |
| Record de chaleur (°C) date du record            | 20 1989   | 20,5 2016 | 22,2 2018 | 25 1998  | 27,7 2016 | 31 2011   | 34,2 2018 | 33,7 2008 | 32,2 2020 | 28,8 2013 | 27,2 2000 | 24,2 2004 | 34,2 2018 |
| Précipitations (mm)                              | 101,4     | 134,3     | 187       | 173,4    | 184       | 261,5     | 205,3     | 169,1     | 195,1     | 313,5     | 182,8     | 117,5     | 2 225     |
| Nombre de jours avec précipitations              | 8,3       | 9,6       | 12        | 10,7     | 10        | 12,2      | 9,8       | 8,2       | 11,6      | 11,8      | 11,2      | 9,1       | 124,4     |
| dont nombre de jours avec précipitations ≥ 10 mm | 3         | 4,6       | 5,8       | 5,2      | 5,2       | 7,2       | 4,9       | 3,4       | 5,1       | 5,9       | 5,2       | 3,4       | 58,8      |

| Diagramme climatique                                  |              |            |             |           |               |               |               |               |               |               |              |
| J                                                     | F            | M          | A           | M         | J             | J             | A             | S             | O             | N             | D            |
| 11,55,5101,4                                          | 12,26,1134,3 | 14,88,2187 | 18,512173,4 | 2215,9184 | 24,319,4261,5 | 27,923,1205,3 | 29,624,6169,1 | 27,122,1195,1 | 22,717,7313,5 | 18,813,1182,8 | 14,18,3117,5 |
| Moyennes : • Temp. maxi et mini °C • Précipitation mm |              |            |             |           |               |               |               |               |               |               |              |

## Accès
(avril 2017).
Pour accéder à cette île, il y a un jet catamaran qui met deux heures du quai Takeshiba (竹芝桟橋, Takeshiba sanbashi) de Hamamatsuchō à Tokyo jusqu'au port de Nii-jima. Il y a aussi un bateau qui part de Shimoda (préfecture de Shizuoka).
L'accès est aussi possible depuis l'aéroport de Chōfu, dans l'ouest de Tokyo. La durée du trajet est alors d'environ quarante-cinq minutes.

## Industrie
Les industries les plus importantes de cette île, comme les autres dans l'archipel d'Izu, sont la pêche, la construction, l'extrait du koga sur Nii-jima et le tourisme.  Il y a aussi l'agriculture à petite échelle.  L'île a deux écoles primaires, un collège et un lycée. Shikine-jima a aussi une école primaire et un collège.
Le koga, ou rhyolite en français, est une lave volcanique qui est trouvée seulement à Nii-jima et sur l'île Lipari en Italie. La lave est utilisée pour la construction, mais aussi pour l'art : les statues moyai et le verre. Le centre de la verrerie de Nii-jima (Niijima Glass Art Center) est un centre de verrerie international.

## Tourisme
Il y a plusieurs plages sur cette île.  Elles incluent Habushi, 6,5 km de longueur, une plage sur la côte d'est, très populaire chez les surfeurs où se tient l'une des compétitions les plus courues de la planète.

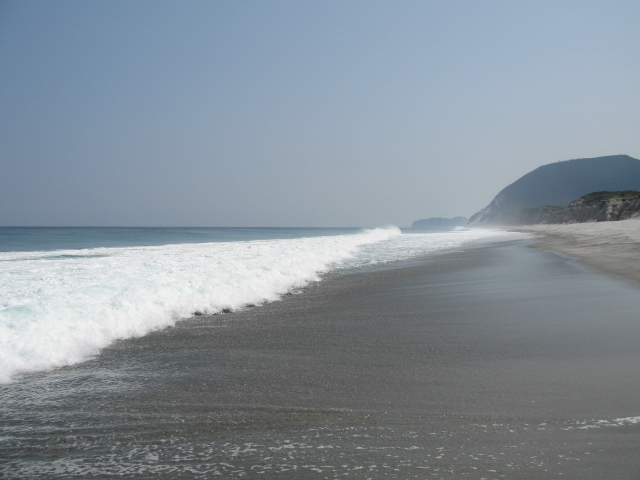
Habushi
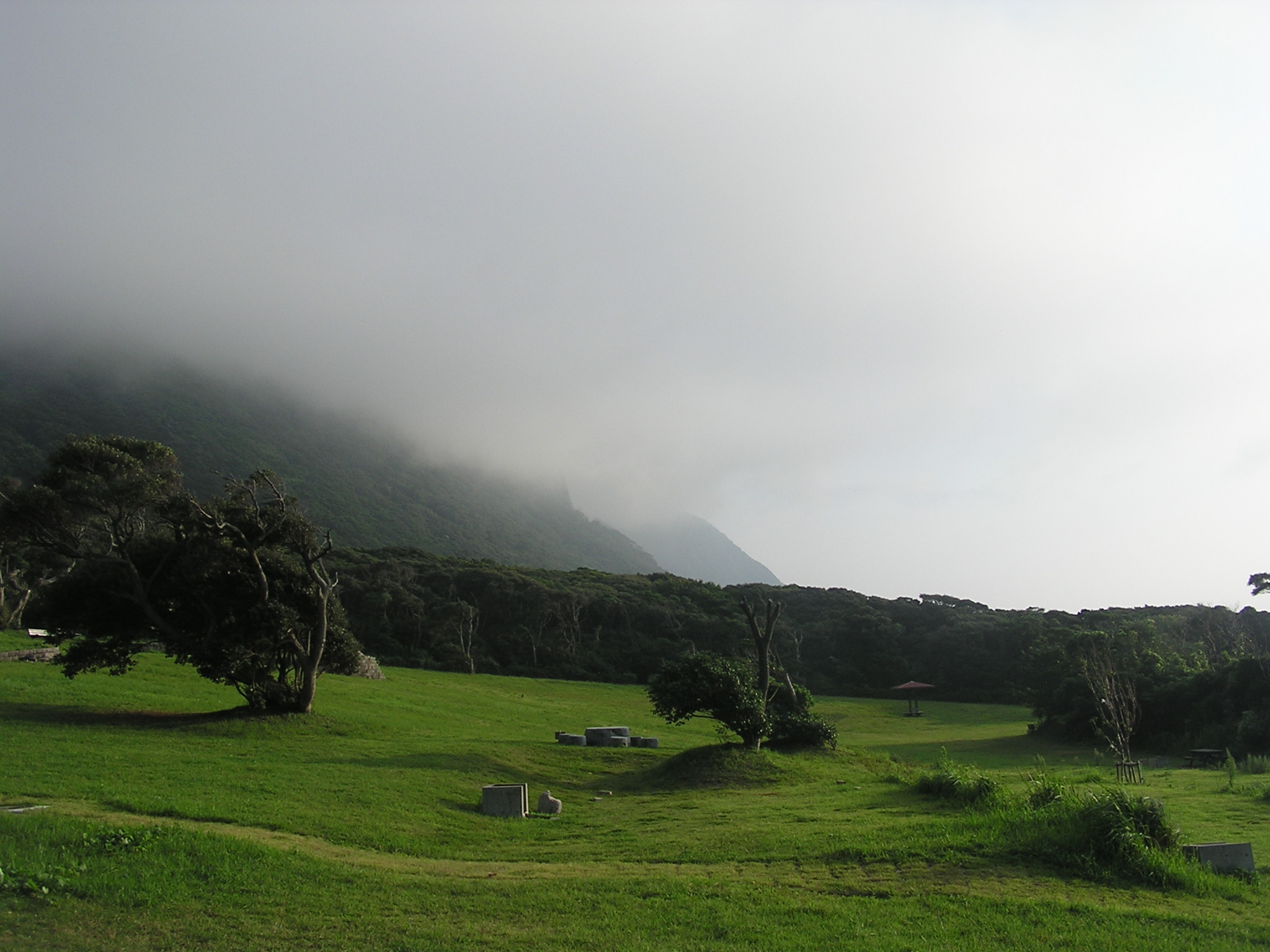
Habushi Camping le matin
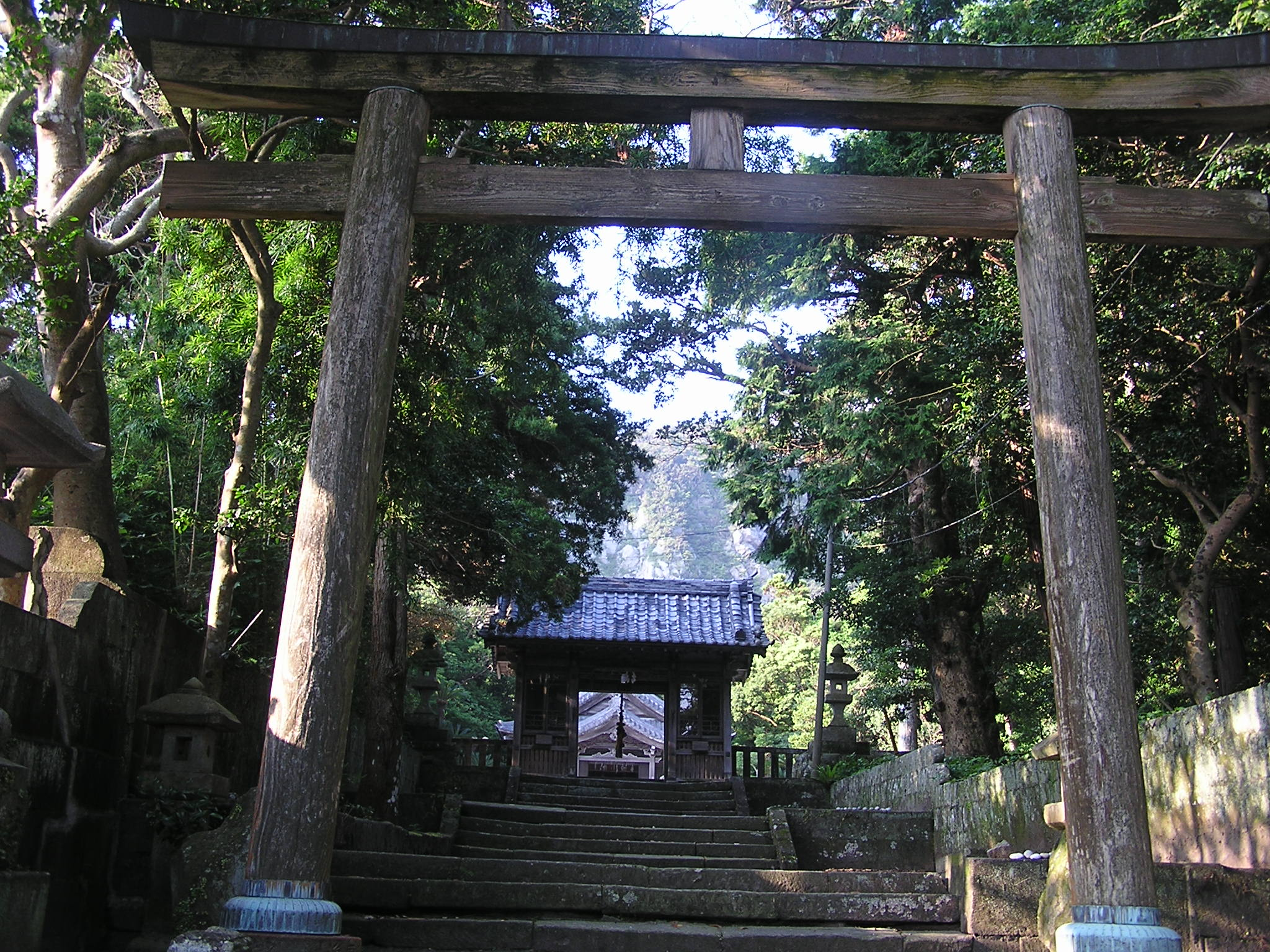
Sanctuaire Jyusansha
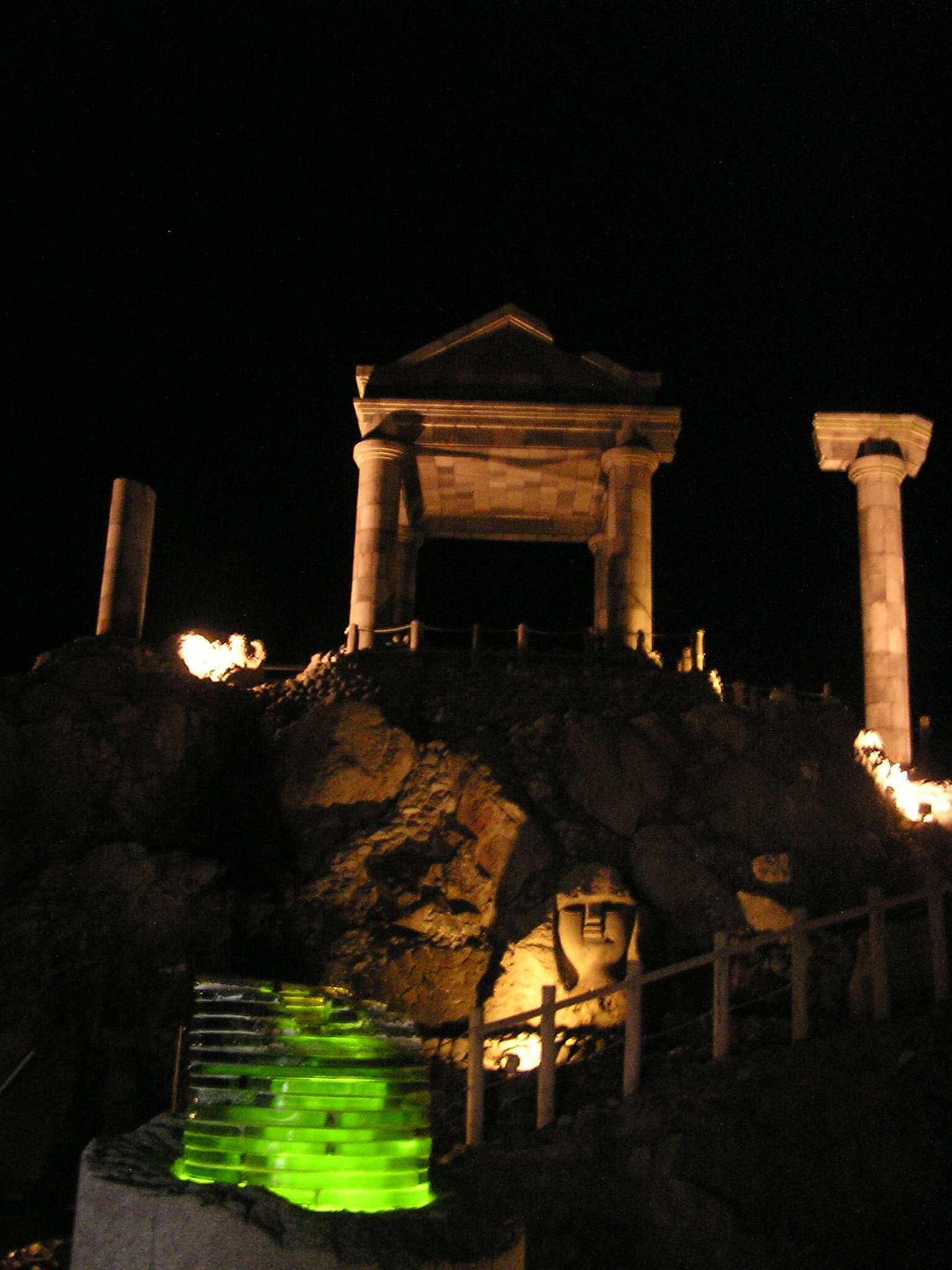
Yunohama Onsen